# Agalinis auriculata
Agalinis auriculata là loài thực vật có hoa thuộc họ Cỏ chổi. Loài này được (Michx.) S.F.Blake mô tả khoa học đầu tiên năm 1918.